# Zuidwijkse Polder
De Zuidwijkse Polder is een polder in het zuiden van de gemeente Wassenaar. Van 1811 - 1869 onderdeel van Ambacht Wassenaar en Zuidwijk.
De polder werd tot 1960 bemalen door de Zuidwijksemolen.
In het zuidwesten grenst de polder aan landgoed De Horsten, in het noorden aan Huis Zuidwijk, waar zich een elektrisch gemaal bevindt.